# Cantar (álbum de Gal Costa)
Gal Costa  é o quinto álbum de estúdio da carreira solo da cantora brasileira Gal Costa, lançado em 1974."Cantar" foi lançado em agosto de 1974, ao mesmo tempo em que Gal estreava o show de mesmo nome. Ela vinha de uma fase de trabalhos muito explosivos ("Fa-Tal - Gal a Todo Vapor" e "Índia", discos e shows) que foram grandes sucessos entre o público jovem e moderno que a acompanhava Gal desde o Tropicalismo.

## Descrição
"Cantar" foi produzido por Caetano Veloso e Perinho Albuquerque. O disco não tinha o mesmo perfil dos trabalhos anteriores de Gal, pelo contrário, era um trabalho suave, joão-gilbertiano. Apesar de trazer no repertório canções típicas de sua fase anterior, de compositores como Jorge Mautner e Péricles Cavalcanti, Gal já apontava pra sua nova fase, mais voltada para música que para a atitude. Um disco destacado como importante pela reafirmação da Gal Costa bossa-novista apresentada ao público pelo disco "Domingo", em 1967, em parceria com Caetano Veloso.

## Recepção
O público da cantora não gostou, e o disco não emplacou, assim como o show, embora tenha sido bem recebido pela crítica. O LP foi eleito em uma lista da versão brasilieira da revista Rolling Stone como o 91º melhor disco brasileiro de todos os tempos.

## Faixas
| Lado A |                          |                              |                                     |         |  |
| N.º    | Título                   | Compositor(es)               | Arranjador                          | Duração |  |
| 1.     | "Barato Total"           | Gilberto Gil                 | Perinho Albuquerque, Gilberto Gil   | 3:48    |  |
| 2.     | "A Rã"                   | Caetano Veloso João Donato   | João Donato                         | 3:52    |  |
| 3.     | "Lua, Lua, Lua, Lua"     | Caetano Veloso               | Perinho Albuquerque, Caetano Veloso | 3:02    |  |
| 4.     | "Canção Que Morre No Ar" | Carlos Lyra, Ronaldo Bôscoli | Perinho Albuquerque, Mário Tavares  | 1:50    |  |
| 5.     | "Flor de Maracujá"       | João Donato, Lysias Enio     | João Donato                         | 2:56    |  |

| Lado B         |                   |                                               |                     |         |  |
| N.º            | Título            | Compositor(es)                                | Arranjador          | Duração |  |
| 1.             | "Flor do Cerrado" | Caetano Veloso, Tom Jobim, Vinicius de Moraes | Perinho Albuquerque | 3:13    |  |
| 2.             | "Joia"            | Caetano Veloso                                | Perinho Albuquerque | 3:13    |  |
| 3.             | "Até Quem Sabe"   | Lysias Ênio, João Donato                      | João Donato         | 3:39    |  |
| 4.             | "O Céu e o Som"   | Péricles Cavalcanti                           | Perinho Albuquerque | 3:00    |  |
| 5.             | "Lágrimas Negras" | Jorge Mautner, Nelson Jacobina                | Perinho Albuquerque | 3:31    |  |
| 6.             | "Chululu"         | Mariah Costa                                  | João Donato         | 0:56    |  |
| Duração total: | Duração total:    | Duração total:                                | Duração total:      | 33:42   |  |